# Gratin de chouchou
Le gratin de chouchou, couramment appelé gratin chouchou, est un gratin très populaire tant à l'île Maurice que dans l'île de La Réunion, à base de chouchou.

## Présentation
Hors d'œuvre réunionnais, le gratin de chouchou est facile à réaliser à un prix abordable. Le plus souvent réalisé nature, il s'accommode et se prête très bien aux variations (légumes, charcuterie, viandes, poissons ou crustacés) selon les goûts et les choix. Connu également hors des côtes réunionnaises comme la christophine farcie aux Antilles, le chouchou reste un des légumes vedettes à l'île Maurice et l'île de la Réunion.
Les dosages et les préparations sont différents d'un endroit à l'autre.

## Utilisation culinaire
Dans la cuisine réunionnaise, le chouchou taillé en dés est mis à cuire dans un peu d’huile avec sel, poivre, ail et thym sur le feu jusqu’à son attendrissement (« daube chouchou »), pour éviter qu’il ne rende son eau lors du passage au four où le nappage avec une sauce béchamel, du fromage râpé (de préférence de l'Edam bien sec, appelé « coco d'mort ») et de la chapelure donne le gratin.

## Variantes
Il est possible de préparer ce gratin agrémenté d'autres ingrédients : chair à saucisse, crevettes, jambon…